# Briñas
Briñas tỉnh và cộng đồng tự trị La Rioja, phía bắc Tây Ban Nha. Đô thị này có diện tích là 2,44 ki-lô-mét vuông, dân số năm 2009 là 252 người với mật độ 103,28 người/km². Đô thị này có cự ly 3 km so với Logroño.